# كارل بيندكت هيس
كارل بيندكت هيس (بالفرنسية: Charles Benoît Hase)‏ هو أمين مكتبة وبروفيسور فرنسي وألماني، ولد في 11 مايو 1780 في باد زولتسا في ألمانيا، وتوفي في 21 مارس 1860 في باريس في فرنسا.